# 미르호세인 무사비

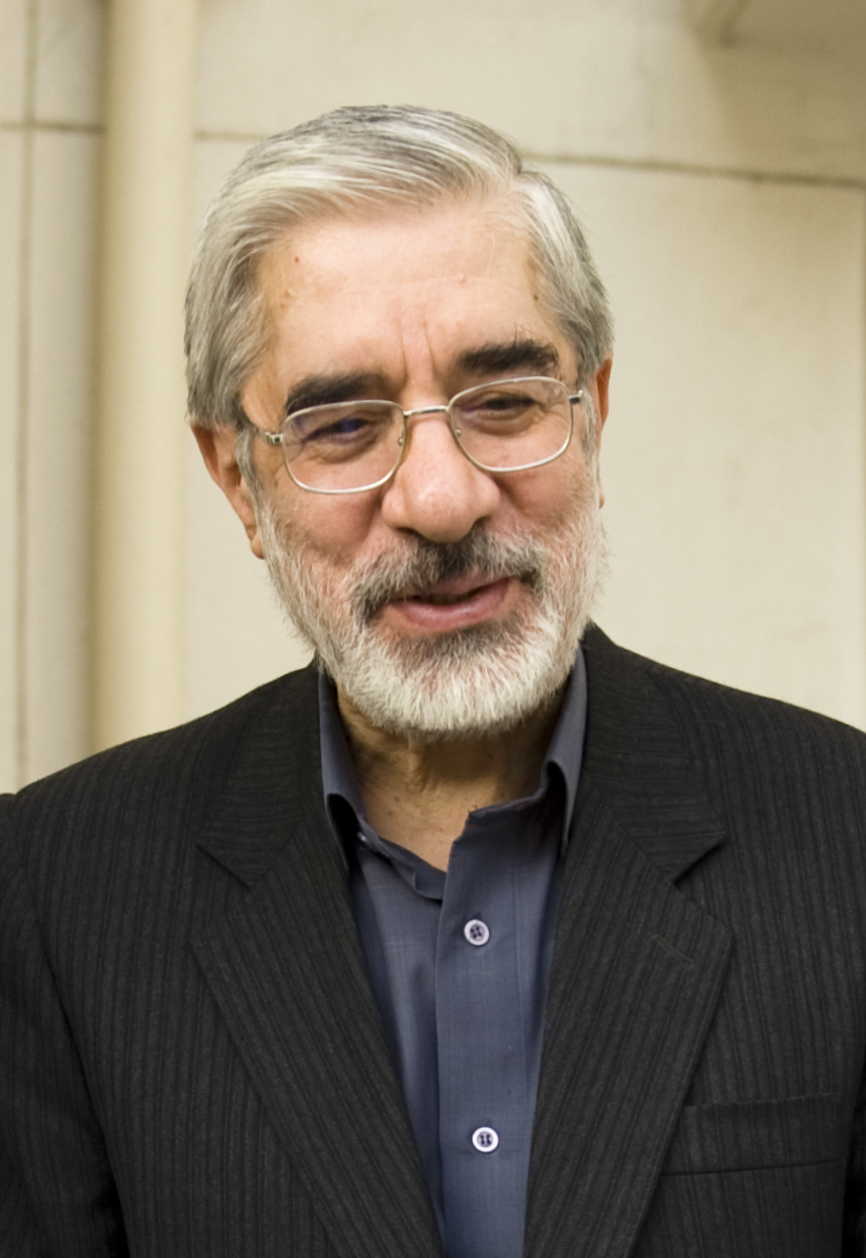
미르호세인 무사비, 2009년 8월 19일

미르호세인 무사비 하메네(페르시아어: میرحسین موسوی خامنه, 1941년 9월 29일 ~ )는 이란의 개혁 정치가이자 화가, 건축가이며, 1981년에서 1989년까지 이란 이슬람 공화국의 국무 총리를 지냈다. 무사비는 현재 이란 예술원의 원장이며, 2009년 이란 대통령 선거의 후보였다.
그는 헌법이 개정되어 총리직이 폐지될 때까지 이란의 마지막 총리였다. 이전에는 외무부 장관을 지냈다. 또 공익 판별 회의(Expediency Discernment Council)와 문화혁명 최고회의의 위원이기도 하다. 그러나 2009년 현재 그는 회의에 오랫동안 참여하지 않고 있는데, 정치 분석가나 논평자들은 이를 그가 승인받지 못했다는 의미로 해석하고 있다. 무사비는 샤히드 베헤슈티 대학교에서 건축 박사 학위를 받았다. 이슬람 혁명 초기에 무사비는 이슬람 공화당 기관지 "이슬람 공화국"지(جمهوری اسلامی)의 최고 편집장이었다. 2009년 이란 대통령 선거에서 무사비는 자신의 선거 유세의 색깔로 녹색을 택하여, 이란 전역에 퍼졌다.

## 역대 선거 결과
| 선거명      | 직책명        | 대수 | 정당           | 득표율 | 득표수       | 결과 | 당락 |
| ----------- | ------------- | ---- | -------------- | ------ | ------------ | ---- | ---- |
| 2009년 선거 | 이란의 대통령 | 10대 | 이란 개혁 운동 | 33.87% | 13,338,121표 | 2위  | 낙선 |